# Galerie Harfa
Galerie Harfa je obchodní, zábavní a administrativní centrum v pražské Libni. Bylo otevřeno a dáno do provozu 11.11. 2010 v čase 11:11. Centrum stojí v blízkosti O2 areny a ve třech podlažích se zde nachází přibližně 160 maloobchodních prodejen a hypermarket, podzemní parkoviště pro 1 600 osobních automobilů, střešní stravovací a restaurační centrum, bowling, posilovna, pobočka České spořitelny, lékárna a další služby.

## Obchody, restaurace a služby
V nákupním centru se k roku 2018 nachází 160 obchodů ve formě kamenných prodejen nebo stánků. Patří mezi ně obchody s potravinami jako Albert hypermarket (dříve Interspar), módní řetězce (C&A, Celio, Esprit, H&M, Gate, New Yorker, Takko fashion), obchody s obuví (CCC, Deichmann, Humanic), se sportovními potřebami (A3 Sport, Intersport) nebo elektronikou (LG, Datart). V budově mají dále pobočku Air Bank, Česká spořitelna a Equa bank a operátoři O2 a Vodafone. Dále zde má pobočku Tescoma, Látky Mráz nebo SCANquilt či Gorenje. Jsou zde drogerie DM a Rossmann, lékárna, čistírna oděvů, kadeřnictví, několik bankomatů nebo směnárna.
V posledním podlaží je celá řada restaurací rychlého občerstvení, jako například Bageterie Boulevard, Burger King, KFC, McDonalds a další bistra s asijskou, arabskou či mexickou kuchyní. Mimo to se v nákupním centru ještě nacházejí kavárny Coffee Day, Costa Coffee, Grycan, One Café, juice bar Fruitisimo a stánek s mraženým jogurtem Yobar.

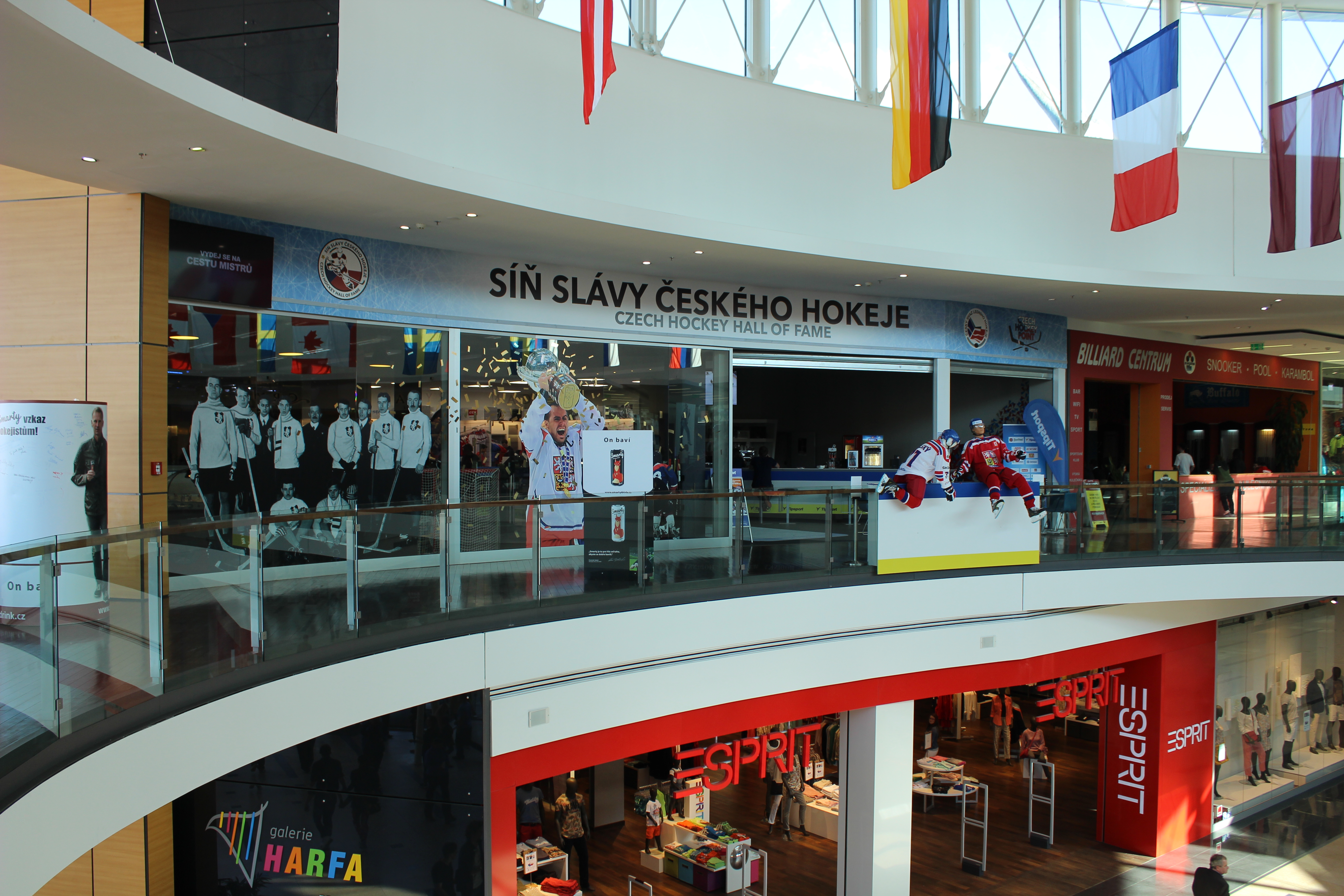
Hokejová síň slávy

## Zábava

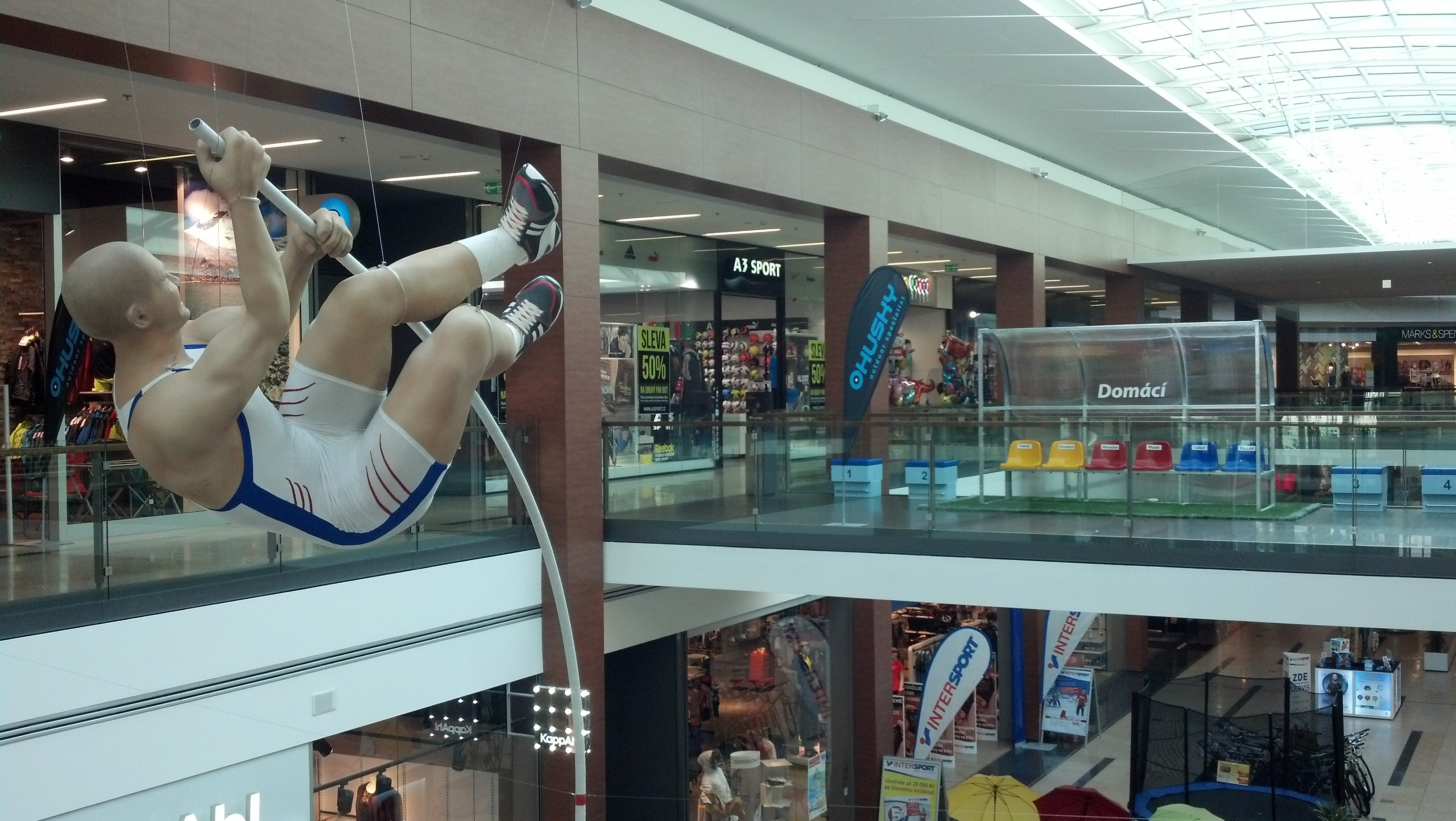
Reklama uvnitř objektu

Na střeše nákupního centra se nachází zábavní park Dinopark, dětské hřiště a interaktivní modely hudebních nástrojů. Na východní části střechy je v zimě provozováno kluziště, v létě zde funguje open-air divadlo Letní scéna Harfa. V prvním patře je 5D kino a Síň slávy českého hokeje.
Obchodním centrem jezdí patrový elektrický minibus určený dětem. O víkendech v centru probíhají různé akce jako farmářské trhy, ochutnávky specialit, koncerty a zábavná odpoledne pro děti. Na začátku února se na střeše tradičně koná výstava ledových soch.

## Poloha a dopravní dostupnost
Objekt se nalézá mezi ulicemi Českomoravská a Ocelářská na místě, kde kdysi stávala továrna koncernu ČKD Praha vyrábějící motorové lokomotivy. Severní vchod navazuje na autobusový terminál a stanici metra Českomoravská a O2 arenu. Další dva vchody vedou z jihu z Českomoravské ulice. U jihozápadního vchodu je zastávka tramvaje Ocelářská, jihovýchodní vchod je menší a poblíž se nachází jižní vstup do O2 areny a tramvajová zastávka Multiaréna Praha.
Jihovýchodně od Galerie Harfa se nachází lokalita Harfa a nádraží Praha-Libeň, západně Balabenka. Ze severní strany s centrem sousedí obytná čtvrť.